# Major League Baseball 2K13
Major League Baseball 2K13 ou MLB 2K13 est un jeu vidéo de baseball sous licence MLB publié par 2K Sports. MLB 2K13 est disponible sur Xbox 360 et PlayStation 3.

## Accueil
- IGN : 4,5/10[1]